# Braille esperanto
El braille esperanto es el alfabeto braille utilizado para el esperanto. Una revista en braille esperanto, Aŭroro, se viene publicando desde el año 1920 y otra, Esperanta Ligilo, desde 1904.

## Alfabeto
El alfabeto se basa en el alfabeto braille básico, ampliándolo para aquellas letras con signos diacríticos. El acento circunflejo se marca añadiendo el punto número seis a la letra base (⠩ ĉ, ⠻ ĝ, ⠳ ĥ, ⠺ ĵ, ⠮ ŝ.). De este modo, la letra ĵ adopta la misma forma que la letra w del alfabeto braille inglés/francés (⠺); por tanto para escribir la letra w para una palabra extranjera se añade el punto número tres (⠾). La letra ŭ se representa volteando horizontalmente la letra u (⠥), de manera que el punto uno se convierta en el punto cuatro (⠬). El alfabeto quedaría de la siguiente forma.
| a | b | c | ĉ | d | e | f | g | ĝ | h | ĥ | i | j | ĵ | k | l |
| m | n | o | p | r | s | ŝ | t | u | ŭ | v | z | q | w | x | y |

### Transcripción de letras extranjeras
Además de las letras extranjeras del alfabeto latino que se encuentran en la tabla anterior (q, w, x, y), hay letras dedicadas para las vocales acentuadas del húngaro (ä, ö, ü, ő, ű). Para el resto de letras acentuadas de otros idiomas se utilizan celdas braille separadas para representar a los signos diacríticos. 
| ä | ö | ü | ő | ű | ◌́ | ◌̀, ◌̄ | ◌̃ | ◌̂, ◌̌ | ◌̈, ◌̇ | ◌̊, ◌̆ | ◌̧, ◌̨, ◌̣, ◌̩ | ◌̸, ◌̵, etc. |

## Signos de puntuación
Signos de puntuación sencillos
| , | ' (abbr.) | . | ? | ! | ; | : | * | / | ... | - | — |

Los puntos suspensivos utilizan el mismo símbolo que el apóstrofo (⠄) en lugar del símbolo del punto de final de frase (⠲).
Signos de puntuación dobles
| Comillas de primer nivel | Comillas de segundo nivel | ( ... ) | [ ... ] |

## Números
Se utiliza el símbolo del apóstrofo para la separación de miles y el de la coma para los decimales.
100.000,00 = ⠼⠁⠚⠚⠄⠚⠚⠚⠂⠚⠚

## Formato
| Número | Mayúsculas | Énfasis | Énfasis alternativo | Texto en braille en otro idioma |